# Plácido António da Cunha Abreu
Plácido António da Cunha Abreu CvC (Lisboa, 21 de Novembro de 1903 - Vincennes, 10 de Junho de 1934) foi um piloto aviador português e mundial de acrobacia aérea.

## Biografia
Seguiu os estudos no Colégio Militar e, depois, na Escola Militar. Foi apurado para a Arma de Infantaria. No entanto, desejoso de se entregar à Aviação, Alferes e Observador na Aviação Portuguesa desde 1925, ingressa num curso de Pilotagem em Sintra, começa a pilotar a partir de 1929 e tirou a sua carta de Piloto em 1930, distinguindo-se logo com um dos mais arrojados aviadores acrobatas e tomando parte, em 1932, no Grande Certame Internacional de Cleveland, no Ohio, Estados Unidos da América, ficando classificado como um dos três primeiros entre todos os concorrentes não Americanos. Revela-se extraordinário piloto acrobata, sendo Portugal convidado, na sua pessoa, para várias competições de renome a nível internacional.
No posto de Tenente, a 5 de Outubro de 1933, foi feito Cavaleiro da Ordem Militar de Nosso Senhor Jesus Cristo.
Convidado para concorrer à Taça Mundial de Acrobacia Aérea, em Vincennes, França, triunfou nas provas preparatórias, classificando-se nos primeiros lugares nas que realizou no dia que precedeu a sua morte. A 10 de Junho de 1934 morre instantaneamente, dentro do seu avião em chamas, durante uma magnifica exibição no Campeonato Mundial de Acrobacia Aérea, em Vincennes. O avião que pilotava, ao terminar uma difícil prova, despenhou-se de 50 metros no solo, vitimando-o.